# Stazione di Doncaster
La stazione di Doncaster (in inglese Doncaster railway station) è la principale stazione ferroviaria di Doncaster, in Inghilterra.